# Micah Richards
Micah Lincoln Richards (Birmingham, 24 giugno 1988) è un ex calciatore inglese di origini nevisiane, di ruolo difensore.
Debuttando nella nazionale inglese nel novembre 2006 a 18 anni, è diventato il più giovane difensore di sempre ad essere convocato nell'Inghilterra, oltre che ad esordirvi.

## Caratteristiche tecniche
Poteva ricoprire i ruoli sia di terzino destro che di difensore centrale in una difesa a 3 o a 4. Molto forte nell'uno contro uno in fase difensiva e nel gioco aereo. Destro naturale dal fisico compatto e dalla grande velocità che sapeva sfruttare quando avanzava sulla fascia. Dotato di buona tecnica individuale, faceva del temperamento e del carattere le proprie armi migliori.

## Carriera

### Club

#### Inizi
Sebbene i suoi genitori vivessero a Leeds, Richards è nato a Birmingham, città dove spesso essi si recavano. Suo padre è stato allenatore di una scuola calcio brasiliana a Leeds. Cresce a Chapeltown nel distretto di Leeds, dove frequentò l'Archbishop Cranmer CofE Primary School. L'allenatore della squadra scolastica, David Moore, lo ha fatto debuttare all'età di sette anni. Dopo aver fatto parte della rosa del Farsley, andò a giocare per l'Oldham Athletic.
Qualche anno dopo giocò per il Leeds City Boys e fu tesserato per l'Oldham Athletic all'età di dodici anni. Si trasferì infine al Manchester City nel 2001.

#### Manchester City

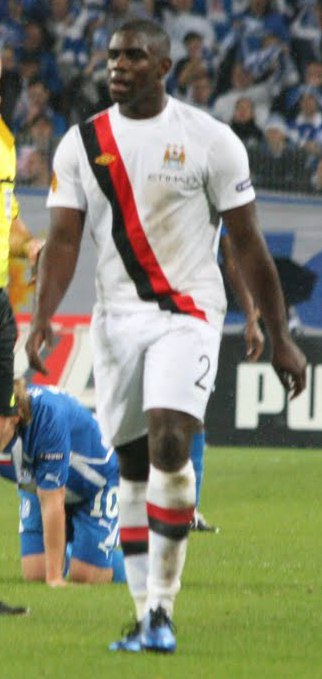
Micah Richards con la maglia del Manchester City contro il Lech Poznan nel 2010.

Ha debuttato nel Manchester City il 22 ottobre 2005 contro l'Arsenal, subentrando a partita in corso, mentre il 12 febbraio 2006 contro il Charlton Athletic ha fatto il suo debutto da titolare. Da allora ha conquistato stabilmente il posto nell'undici di base della squadra, ottenendo anche la nomination per il miglior giovane giocatore della squadra per la stagione 2005-2006.
Segnò un gol nel recupero durante una partita di FA Cup contro l'Aston Villa. Subito dopo l'incontro, intervistato da Garth Crooks in diretta sulla BBC One, non accorgendosi di essere in onda utilizzò un linguaggio non propriamente formale, in preda all'eccitazione in seguito alla partita.
Durante la stagione 2005-2006 capitanò la formazione giovanile del Manchester City con la quale raggiunse la finale della FA Youth Cup. Dopo aver saltato la partita di andata poiché impegnato con la prima squadra, riuscì ad essere presente per la gara di ritorno. Contribuì così al 2-0 sul Liverpool, che vinse egualmente il torneo per 3-2 grazie al risultato della gara di andata. Il 25 luglio 2006 firmò un nuovo contratto quadriennale.
Richards si infuriò con l'allenatore Stuart Pearce davanti alle telecamere di Sky dopo che era stato sostituito durante la sconfitta per 1-0 al Madejski Stadium contro il Reading l'11 settembre 2006. Il giovane difensore fu calmato da Paul Dickov, dopo che aveva gettato via a terra la maglia e imprecato vistosamente.
Anche il secondo gol di Richards fu durante il tempo di recupero, nel pareggio per 1-1 contro l'Everton al Goodison Park il 30 settembre 2006. Iniziò la stagione 2007-2008 giocando come terzino destro. Fu nominato "Man of the Match" contro il Manchester United il 19 agosto 2007. Fu nominato FA Premier League Player of the Month nel mese di agosto.
Indossando la fascia da capitano della squadra per la prima volta il 16 settembre 2007 contro l'Aston Villa in sostituzione del capitano Richard Dunne, Richards divenne il più giovane capitano del Manchester City di sempre, battendo il ventunenne Steve Redmond.
Nel febbraio 2008 ha firmato un prolungamento di contratto fino all'estate del 2013. Alla fine di febbraio sì infortunò al ginocchio destro e ritornò in campo il 17 luglio 2008, in occasione della vittoria per 0-2 contro l'EB/Streymur nel primo turno di preliminari della Coppa UEFA.
Il 24 agosto 2008 perse conoscenza dopo uno scontro di testa con Tal Ben Haim. La partita fu sospesa per 8 minuti durante i quali fu rianimato; fu successivamente trasportato all'ospedale per accertamenti. Ritornò dall'infortunio per il secondo turno di preliminari di Coppa UEFA contro il Midtjylland il 28 agosto 2008, giocando nell'inedito ruolo di centrocampista. Il 22 marzo 2009 guadagnò il suo primo Man of the Match nella vittoria per 1-0 contro il Sunderland al City of Manchester Stadium.
Il 15 dicembre 2011 durante l'ultimo allenamento del City prima della partita con l'Arsenal, si è reso protagonista di un diverbio che stava per sfociare in rissa con Mario Balotelli in seguito a un intervento troppo energico del difensore; i compagni di squadra, James Milner e Yaya Touré hanno subito diviso i due compagni di squadra.
Nelle due stagioni successive, il calciatore subisce una serie d'infortuni che gli permettono di scendere in campo solo 19 volte. Conclude la sua esperienza con il Manchester City, raccogliendo 245 presenze e 9 reti, tra campionato, coppe nazionali e coppe europee.

#### Fiorentina
Il 1º settembre 2014 si trasferisce in prestito oneroso di 1 milione di euro alla Fiorentina riservandosi un diritto di riscatto a giugno 2015. Esordisce in maglia viola il 18 settembre nella partita di Europa League Fiorentina-Guingamp (3-0), subentrando al 57' al posto di Stefan Savić.

#### Aston Villa e ritiro
Il 17 giugno 2015, in scadenza di contratto, passa all'Aston Villa, con cui firma un quadriennale. In quattro anni con i Villans raccoglie solamente 31 presenze segnando 2 reti, tra tutte le competizioni.
Il 26 luglio del 2019, a soli 31 anni, annuncia il ritiro dal calcio giocato non giocando una gara ufficiale dall'ottobre 2016 e perché infortunato e in una situazione complicata con la società.

### Nazionale
Debutta nella nazionale maggiore inglese diciottenne, nell'amichevole pareggiata contro i Paesi Bassi il 15 novembre 2006. L'anno successivo segna il suo primo gol, nella vittoria per 3-0 contro Israele in una partita valida per le qualificazioni al campionato d'Europa 2008.

## Dopo il ritiro
Dopo il ritiro dall'attività agonistica intraprende la carriera di opinionista sportivo. Dalla stagione 2022-2023 commenta le partite per Paramount +. Lavora inoltre per la CBS come opinionista fisso del programma UEFA Champions League, insieme a Kate Scott, Jamie Carragher e Thierry Henry.

## Statistiche

### Presenze e reti nei club
Statistiche aggiornate al 15 ottobre 2016.
| Stagione               | Squadra                | Campionato             | Campionato | Campionato | Coppe nazionali | Coppe nazionali | Coppe nazionali | Coppe continentali | Coppe continentali | Coppe continentali | Altre coppe | Altre coppe | Altre coppe | Totale | Totale |
| Stagione               | Squadra                | Comp                   | Pres       | Reti       | Comp            | Pres            | Reti            | Comp               | Pres               | Reti               | Comp        | Pres        | Reti        | Pres   | Reti   |
| ---------------------- | ---------------------- | ---------------------- | ---------- | ---------- | --------------- | --------------- | --------------- | ------------------ | ------------------ | ------------------ | ----------- | ----------- | ----------- | ------ | ------ |
| 2005-2006              | Manchester City        | PL                     | 13         | 0          | FACup+CdL       | 3+0             | 1               | -                  | -                  | -                  | -           | -           | -           | 16     | 1      |
| 2006-2007              | Manchester City        | PL                     | 28         | 1          | FACup+CdL       | 5+1             | 0               | -                  | -                  | -                  | -           | -           | -           | 34     | 1      |
| 2007-2008              | Manchester City        | PL                     | 25         | 0          | FACup+CdL       | 2+2             | 0               | -                  | -                  | -                  | -           | -           | -           | 29     | 0      |
| 2008-2009              | Manchester City        | PL                     | 34         | 1          | FACup+CdL       | 1+0             | 0               | CU                 | 15                 | 0                  | -           | -           | -           | 50     | 1      |
| 2009-2010              | Manchester City        | PL                     | 23         | 3          | FACup+CdL       | 2+4             | 0               | -                  | -                  | -                  | -           | -           | -           | 29     | 3      |
| 2010-2011              | Manchester City        | PL                     | 18         | 1          | FACup+CdL       | 5+0             | 2               | UEL                | 8                  | 0                  | -           | -           | -           | 31     | 3      |
| 2011-2012              | Manchester City        | PL                     | 29         | 1          | FACup+CdL       | 1+2             | 0               | UCL+UEL            | 1+3                | 0                  | CS          | 1           | 0           | 37     | 1      |
| 2012-2013              | Manchester City        | PL                     | 7          | 0          | FACup+CdL       | 0+0             | 0               | UCL                | 1                  | 0                  | CS          | 0           | 0           | 8      | 0      |
| 2013-2014              | Manchester City        | PL                     | 2          | 0          | FACup+CdL       | 3+2             | 0               | UCL                | 3                  | 0                  | -           | -           | -           | 10     | 0      |
| ago. 2014              | Manchester City        | PL                     | 0          | 0          | FACup+CdL       | 0+0             | 0               | UCL                | 0                  | 0                  | CS          | 1           | 0           | 1      | 0      |
| Totale Manchester City | Totale Manchester City | Totale Manchester City | 179        | 7          |                 | 33              | 3               |                    | 31                 | 0                  |             | 2           | 0           | 245    | 10     |
| 2014-2015              | Fiorentina             | A                      | 10         | 0          | CI              | 2               | 0               | UEL                | 7                  | 0                  | -           | -           | -           | 19     | 0      |
| 2015-2016              | Aston Villa            | PL                     | 24         | 1          | FACup+CdL       | 3+1             | 1+0             | -                  | -                  | -                  | -           | -           | -           | 28     | 2      |
| 2016-2017              | Aston Villa            | FLC                    | 2          | 0          | FACup+CdL       | 0+1             | 0               | -                  | -                  | -                  | -           | -           | -           | 3      | 0      |
| 2017-2018              | Aston Villa            | FLC                    | 0          | 0          | FACup+CdL       | 0+0             | 0               | -                  | -                  | -                  | -           | -           | -           | 0      | 0      |
| 2018-2019              | Aston Villa            | FLC                    | 0          | 0          | FACup+CdL       | 0+0             | 0               | -                  | -                  | -                  | -           | -           | -           | 0      | 0      |
| Totale Aston Villa     | Totale Aston Villa     | Totale Aston Villa     | 26         | 1          |                 | 5               | 1               |                    | -                  | -                  |             | -           | -           | 31     | 2      |
| Totale carriera        | Totale carriera        | Totale carriera        | 215        | 8          |                 | 40              | 4               |                    | 38                 | 0                  |             | 2           | 0           | 295    | 12     |

### Cronologia presenze e reti in nazionale
| Cronologia completa delle presenze e delle reti in nazionale ― Inghilterra | Cronologia completa delle presenze e delle reti in nazionale ― Inghilterra | Cronologia completa delle presenze e delle reti in nazionale ― Inghilterra | Cronologia completa delle presenze e delle reti in nazionale ― Inghilterra | Cronologia completa delle presenze e delle reti in nazionale ― Inghilterra | Cronologia completa delle presenze e delle reti in nazionale ― Inghilterra | Cronologia completa delle presenze e delle reti in nazionale ― Inghilterra | Cronologia completa delle presenze e delle reti in nazionale ― Inghilterra |
| Data                                                                       | Città                                                                      | In casa                                                                    | Risultato                                                                  | Ospiti                                                                     | Competizione                                                               | Reti                                                                       | Note                                                                       |
| -------------------------------------------------------------------------- | -------------------------------------------------------------------------- | -------------------------------------------------------------------------- | -------------------------------------------------------------------------- | -------------------------------------------------------------------------- | -------------------------------------------------------------------------- | -------------------------------------------------------------------------- | -------------------------------------------------------------------------- |
| 15-11-2006                                                                 | Amsterdam                                                                  | Paesi Bassi                                                                | 1 – 1                                                                      | Inghilterra                                                                | Amichevole                                                                 | -                                                                          |                                                                            |
| 7-2-2007                                                                   | Manchester                                                                 | Inghilterra                                                                | 0 – 1                                                                      | Spagna                                                                     | Amichevole                                                                 | -                                                                          | 64’                                                                        |
| 24-3-2007                                                                  | Tel Aviv                                                                   | Israele                                                                    | 0 – 0                                                                      | Inghilterra                                                                | Qual. Euro 2008                                                            | -                                                                          | 72’                                                                        |
| 28-3-2007                                                                  | Barcellona                                                                 | Andorra                                                                    | 0 – 3                                                                      | Inghilterra                                                                | Qual. Euro 2008                                                            | -                                                                          | 61’                                                                        |
| 22-8-2007                                                                  | Londra                                                                     | Inghilterra                                                                | 1 – 2                                                                      | Germania                                                                   | Amichevole                                                                 | -                                                                          |                                                                            |
| 8-9-2007                                                                   | Londra                                                                     | Inghilterra                                                                | 3 – 0                                                                      | Israele                                                                    | Qual. Euro 2008                                                            | 1                                                                          |                                                                            |
| 12-9-2007                                                                  | Londra                                                                     | Inghilterra                                                                | 3 – 0                                                                      | Russia                                                                     | Qual. Euro 2008                                                            | -                                                                          |                                                                            |
| 13-10-2007                                                                 | Londra                                                                     | Inghilterra                                                                | 3 – 0                                                                      | Estonia                                                                    | Qual. Euro 2008                                                            | -                                                                          |                                                                            |
| 17-10-2007                                                                 | Mosca                                                                      | Russia                                                                     | 2 – 1                                                                      | Inghilterra                                                                | Qual. Euro 2008                                                            | -                                                                          |                                                                            |
| 16-11-2007                                                                 | Vienna                                                                     | Austria                                                                    | 0 – 1                                                                      | Inghilterra                                                                | Amichevole                                                                 | -                                                                          |                                                                            |
| 21-11-2007                                                                 | Londra                                                                     | Inghilterra                                                                | 2 – 3                                                                      | Croazia                                                                    | Qual. Euro 2008                                                            | -                                                                          |                                                                            |
| 17-11-2010                                                                 | Londra                                                                     | Inghilterra                                                                | 1 – 2                                                                      | Francia                                                                    | Amichevole                                                                 | -                                                                          | 46’                                                                        |
| 29-2-2012                                                                  | Londra                                                                     | Inghilterra                                                                | 2 – 3                                                                      | Paesi Bassi                                                                | Amichevole                                                                 | -                                                                          |                                                                            |
| Totale                                                                     |                                                                            | Presenze                                                                   | 13                                                                         |                                                                            | Reti                                                                       | 1                                                                          |                                                                            |

| Cronologia completa delle presenze e delle reti in nazionale ― Regno Unito olimpica | Cronologia completa delle presenze e delle reti in nazionale ― Regno Unito olimpica | Cronologia completa delle presenze e delle reti in nazionale ― Regno Unito olimpica | Cronologia completa delle presenze e delle reti in nazionale ― Regno Unito olimpica | Cronologia completa delle presenze e delle reti in nazionale ― Regno Unito olimpica | Cronologia completa delle presenze e delle reti in nazionale ― Regno Unito olimpica | Cronologia completa delle presenze e delle reti in nazionale ― Regno Unito olimpica | Cronologia completa delle presenze e delle reti in nazionale ― Regno Unito olimpica |
| Data                                                                                | Città                                                                               | In casa                                                                             | Risultato                                                                           | Ospiti                                                                              | Competizione                                                                        | Reti                                                                                | Note                                                                                |
| ----------------------------------------------------------------------------------- | ----------------------------------------------------------------------------------- | ----------------------------------------------------------------------------------- | ----------------------------------------------------------------------------------- | ----------------------------------------------------------------------------------- | ----------------------------------------------------------------------------------- | ----------------------------------------------------------------------------------- | ----------------------------------------------------------------------------------- |
| 20-7-2012                                                                           | Middlesbrough                                                                       | Regno Unito olimpica                                                                | 0 – 2                                                                               | Brasile olimpica                                                                    | Amichevole                                                                          | -                                                                                   |                                                                                     |
| 26-7-2012                                                                           | Manchester                                                                          | Senegal olimpica                                                                    | 1 – 1                                                                               | Regno Unito olimpica                                                                | Olimpiadi 2012 - 1º turno                                                           | -                                                                                   |                                                                                     |
| 29-7-2012                                                                           | Londra                                                                              | Regno Unito olimpica                                                                | 3 – 1                                                                               | Emirati Arabi Uniti olimpica                                                        | Olimpiadi 2012 - 1º turno                                                           | -                                                                                   |                                                                                     |
| 1-8-2012                                                                            | Cardiff                                                                             | Regno Unito olimpica                                                                | 1 – 0                                                                               | Uruguay olimpica                                                                    | Olimpiadi 2012 - 1º turno                                                           | -                                                                                   |                                                                                     |
| 4-8-2012                                                                            | Cardiff                                                                             | Regno Unito olimpica                                                                | 1 – 1 dts (4 - 5 dcr)                                                               | Corea del Sud olimpica                                                              | Olimpiadi 2012 - Quarti di finale                                                   | -                                                                                   |                                                                                     |
| Totale                                                                              |                                                                                     | Presenze                                                                            | 5                                                                                   |                                                                                     | Reti                                                                                | 0                                                                                   |                                                                                     |

## Palmarès

### Club

#### Competizioni nazionali
- Coppa d'Inghilterra: 1

Manchester City: 2010-2011
- Campionato inglese: 2

Manchester City: 2011-2012, 2013-2014
- Community Shield: 1

Manchester City: 2012
- Coppa di Lega inglese: 1

Manchester City: 2013-2014

### Individuale
- Selezione UEFA dell'Europeo Under-21: 1

Svezia 2009